# Galloway-Syndrom
Das Galloway-Syndrom ist eine sehr seltene angeborene Erkrankung mit einer Kombination von Mikrozephalie, Hiatushernie und Nephrotischem Syndrom.
Die Bezeichnung bezieht sich auf den Erst- bzw. die Autoren der Erstbeschreibung aus dem Jahre 1968 durch die britischen Kinderärzte W. H. Galloway und A. P. Mowat.
Synonyme sind: Galloway-Mowat-Syndrom; GAMOS; Mikrozephalie - Hiatushernie - Nephrotisches Syndrom; Nephrose mit abnormer neuronaler Migration; englisch Cerebellar Ataxia With Mental Retardation, Optic Atrophy, and Skin Abnormalities; CAMOS; Hershberger Syndrome; Nephrocerebellar Syndrome; Nephrosis-Microcephaly Syndrome; Nephrosis-Neuronal Dysmigration Syndrome; Yoder Dystonia
Frühere Bezeichnung der Erkrankung war Spinozerebelläre Ataxie 5 (SCAR5).

## Verbreitung
Die Häufigkeit wird mit unter 1 zu 1.000.000 angegeben, bislang wurde über mehr als 100 Betroffene berichtet, beide Geschlechter sind in gleicher Weise betroffen. Die Vererbung erfolgt rezessiv und bis auf den X-chromosomal-verknüpften Typ autosomal.

## Ursache
Die Erkrankung ist genetisch heterogen, bislang wurden Mutationen in zahlreichen Genen nachgewiesen.
Je nach zugrunde liegender Mutation können folgende Typen unterschieden werden:
- Typ 1 mit Mutationen  im WDR73-Gen auf Chromosom 15 Genort q25.2 für das WD-Repeat-enthaltende Protein 73 kodierend, späteres Auftreten des Nephrotischen Syndromes[5]
- Typ 2 mit Mutationen im LAGE3-Gen auf dem X-Chromosom an q28[6]
- Typ 3 mit Mutationen im OSGEP-Gen auf Chromosom 14 an q11.2, häufigste Form, Beginn des Nephrotischen Syndromes bereits in den ersten Lebensmonaten[7]
- Typ 4 mit Mutationen im TP53RK-Gen auf Chromosom 20 an q13.12[8]
- Typ 5 mit Mutationen im TPRKB-Gen auf Chromosom 2 an p13.1[9]
- Typ 6 mit Mutationen im WDR4-Gen auf Chromosom 21 an q22.3[10]
- Typ 7 mit Mutationen im NUP107-Gen auf Chromosom 12 an q15 für das Kernporenkomplexprotein Nup107 kodierend, späteres Auftreten des Nephrotischen Syndromes[11]
- Typ 8 mit Mutationen im NUP133-Gen[12]
- Typ 9 mit Mutationen im GON7-Gen auf Chromosom 14 an q32.12[13]
- Typ 10 mit Mutationen im YRDC-Gen auf Chromosom 1 an p34.3[14]

## Klinische Erscheinungen
Klinische Kriterien sind:
- Bereits intrauterin Minderwuchs
- Manifestation zwischen Neugeborenen- und Kindesalter
- Nephrotisches Syndrom in den ersten Lebensmonaten auftretend
- Mikrozephalie, Psychomotorische Retardierung, Krampfanfälle
- Gesichtsdysmorphie mit großen, tief ansetzenden Ohrmuscheln, Mikrognathie, Mikrophthalmie, Hypertelorismus
- Hiatushernie mit früh einsetzendem Erbrechen
- Arachnodaktylie, Kontrakturen
- Sehstörungen

## Diagnose
Bereits vorgeburtlich kann beim Erfassen einer Mikrozephalie zusammen mit einer Intrauterinen Wachstumsretardierung der Verdacht aufkommen.
Bei gleichzeitigem Auftreten von ZNS-Anomalien und von Albuminurie oder funktionellen Sehstörungen bei Säuglingen und Kindern besteht Verdacht auf dieses Syndrom.
In der medizinischen Bildgebung lassen sich Fehlbildungen des Gehirnes wie Störung der Gyrierung, Atrophie der Großhirnrinde, Porenzephalie und Neuronale Migrationsstörungen nachweisen.
Die Nierenbiopsie ergibt Minimal-Change-Glomerulonephritis, Membranöse Glomerulonephritis (mesangial, fokal-segmental oder diffus mesangial).

## Differentialdiagnostik
Abzugrenzen sind:
- Pierson-Syndrom (Mikrokorie - kongenitale Nephrose)[15]
- ARHGDIA-assoziiertes Nephrotisches Syndrom
- Coenzym Q-Mangel
- Sialidose
- Glykosylierungsstörung

## Behandlung
Eine ursächliche Behandlung ist nicht bekannt, das Nephrotische Syndrom scheint kaum auf Therapieversuche anzusprechen.

## Prognose
Die Prognose ist ungünstig, setzt das Nephrotische Syndrom in den ersten Lebensmonaten ein, ist ein Versterben im ersten Lebensjahr wahrscheinlich.